# Temesch
Die Temesch (rumänisch Timiș; serbisch Tamiš Тамиш; ungarisch Temes) ist ein Fluss in Rumänien und Serbien. Während der Römerzeit trug die Temesch den Namen Tibiscus.

## Flusslauf
Die Quelle der Temesch befindet sich im Semenic-Gebirge (Teil des Banater Gebirges) im Kreis Caraș-Severin, in Rumänien. Weiter durchquert die Temesch das Banat, um dann an der serbischen Stadt Sečanj vorbeizufließen und bei Pančevo in die Donau zu münden.
Die Temesch hat eine Länge von 359 Kilometern. In Rumänien hat der Fluss eine Länge von 231 km, ein Einzugsgebiet von 5795 km² und eine Wasserführung von 37 m³/s. Auf serbischem Staatsgebiet hat die Temesch eine Länge von 181 km.
Nachdem sie die Talsperre bei Trei Ape durchflossen hat, windet sich die Temesch durch ein schmales Flussbett in südöstlicher Richtung weiter. Bei Teregova nimmt ihr Lauf eine nördliche Richtung ein, um dann ab Caransebeș dank der tieferen Lage in einem breiten Flussbett gemächlich den Kreis Timiș zu durchqueren und anschließend in Serbien bei Pančevo in die Donau zu münden. Auf einer Länge von 3,3 km bildet die Temesch die natürliche Grenze zu Serbien. In ihrem unteren Lauf ist die Temesch reguliert, und auf den letzten 53 km schiffbar. Der wichtigste Hafen an der Temesch ist Pančevo.
Die alte Flussmündung war ursprünglich zwischen den Städten Čenta und Surduk. Der Karaš-Kanal erinnert noch an den alten Wasserlauf und das Gebiet zwischen dem alten und neuen Lauf der Temesch und der Donau bildet das sogenannte Pančevo-Rit. Dieses Gebiet war früher stets von Überschwemmungen bedroht, wurde aber nach dem Zweiten Weltkrieg trockengelegt und bildet heute die „Kornkammer“ von Belgrad.

## Nebenflüsse
Folgende Flüsse fließen in die Temesch:
Linke Nebenflüsse: Brebu, Slatina, Goleț, Bucoșnița, Cernețu, Petroșnița, Valea Mare, Vălișoara, Măcicaș/Rugiu, Mâtnic, Vâna Mare, Spaia, Știuca, Spaici, Timișana, Șurgani, Pogăniș, Timișul Mort, Găvojdia, Lanca Birda, Bârzava, Moravița.
Rechte Nebenflüsse: Grădiște, Semenic, Teregova, Criva, Râul Rece (Hideg), Pietrele Albe, Râul Lung, Armeniș, Sadovița, Ilova, Groapa Copacului, Bolvașnița, Zlagna, Sebeș, Valea Mare, Bistra, Calova, Maciovița, Vălișorul, Tincova, Cernola, Nădrag, Slatina, Măguri, Tapia, Iarcoș, Timișaț

## Städte
In Rumänien
Die größten Städte in Rumänien, die von der Temesch durchquert werden, sind Caransebeș und Lugoj.
Kleinere Ortschaften die die Temesch durchquert:
Teregova, Armeniș, Slatina-Timiș, Bucoșnița, Buchin, Caransebeș, Constantin Daicoviciu, Sacu, Gavojdia, Lugoj, Coșteiu, Moșnița Nouă, Șag, Parța, Peciu Nou.
Die Großstadt Timișoara, der der Fluss den Namen gab, wird aber nicht von der Temesch, sondern von der Bega durchflossen.
In Serbien
Von der Quelle zur Mündung: Jaša Tomić, Šurjan, Boka, Sečanj, Neuzina, Banatski Despotovac, Botoš, Tomaševac, Orlovat, Idvor, Farkaždin, Sakule, Čenta, Baranda, Opovo, Sefkerin, Glogonj, Jabuka, Pančevo.

## Überschwemmungen
In wasserreichen Jahren verursacht die Temesch Überschwemmungen. Eine der schlimmsten Überschwemmungen gab es im Jahre 1876. Von 1928 bis 1934 wurde von der französischen Firma Société de construction des Batignolles entlang der Orte Baranda, Opovo, Sefkerin, Glogonj, Jabuka bis nach Pančevo ein Damm erbaut, um ein Überschwemmungsgebiet zu schaffen und die Ortschaften zu schützen. Dieser Damm existiert heute größtenteils nicht mehr. Verheerend waren die Schäden der Überschwemmungen von 2005, als die Dörfer Boka und Jaša Tomić schwere Schäden erlitten. Am 20. April 2005 betrug der Pegel 844 cm, der Höchststand seit dem Beginn der Wasserstand Messungen.
2007 wurden die Dämme auf beiden Seiten des Flusses auf einer Länge von 11,5 km am rechten Ufer und 13,2 km am linken Ufer erhöht. Die Dämme, die nun eine Höhe von 8,5 m überschreiten, sollen zukünftig weitere Überschwemmungen verhindern.
Entlang des Temeschlaufes wurden einige Fischereianlagen errichtet, u. a. in Banatski Despotovac, Uzdin, Sakule und Slatina.

## Landkarten
- Landkarte des Kreises Timiş
- Landkarte des Kreises Caraş-Severin